# Murray Rothbard
Murray Rothbard Newton (2 de març de 1926 - 7 de gener de 1995) va ser un economista, historiador, teòric polític, anarquista i llibertari estatunidenc pertanyent a l'Escola Austríaca d'Economia, que va ajudar a donar forma al llibertarisme.
Es va llicenciar en Matemàtiques i Economia a la prestigiosa Universitat de Colúmbia l'any 1945 i es va doctorar en Filosofia el 1956 sota la tutela de Joseph Dorfman. A partir de les tesis austríaques de l'ordre espontani i del rebuig a la planificació central va arribar a les conclusions dels anarcoindividualistes del segle xix juntament amb aportacions pròpies, al que va denominar anarcocapitalisme. Sostenia que "qualsevol servei que veritablement presti el govern podria ser subministrat en forma molt més eficient i moral per l'empresa privada i cooperativa". Segons Rothbard les actuals funcions de l'Estat es divideixen en dues: les que cal eliminar, i aquelles que cal privatitzar.
Rothbard va tractar de dominar i de reformular una infinitat de matèries: economia, ètica, filosofia política, política, metodologia, història econòmica, història del pensament econòmic o història nord-americana. De tots aquests temes va escriure àmpliament en els seus gairebé 25 llibres. Rothbard va ser sobretot un economista, malgrat els seus diversos àmbits d'estudi i un dels pocs que va estudiar als economistes anteriors a Adam Smith, com ara els escolàstics i els fisiòcrates.
Amb 36 anys escriu la seva obra magna L'home, l'economia i l'Estat. Aquest llibre (amb les seves gairebé 1.500 pàgines) és una de les dues grans obres de l'Escola Austríaca d'Economia juntament amb L'Acció Humana de Ludwig von Mises. El mateix Mises la va definir com "una contribució transcendental per a l'economia".
A la "llei de Rothbard", Rothbard suggereix que una persona d'un altre talent s'especialitza i se centra en una àrea en la qual és més feble o simplement equivocada. O com sovint ha assenyalat: "cadascú s'especialitza en el que és pitjor". En un exemple, parla del temps al costat de Ludwig von Mises:
| « | En tots els anys que vaig concórrer al seu seminari i estava amb ell, mai es va referir a la política internacional. Si era un intervencionista en afers externs, mai ho vaig saber. Això és una violació a la llei de Rothbard, que consisteix que les persones tendeixen a especialitzar-se en el que són pitjors. Henry George, per exemple, és excel·lent en tot excepte la terra, de manera que escriu sobre terra el 90% del temps. Milton Friedman és excel·lent en tot menys en moneda, de manera que es concentra en moneda. Mises, però, i Kirzner també, sempre van treballar en allò en què eren els millors. | » |